# 部屋村
部屋村（へやむら）は、栃木県の南部、下都賀郡に属していた村である。

## 地理
- 河川 - 渡良瀬川、巴波川、江川、赤津川

## 歴史
- 1889年（明治22年）4月1日 町村制施行により、部屋村、緑川村、新波村（にっぱむら）、蛭沼村、富吉村、中根村、西前原村、帯刀新田（たてわきしんでん）、石川新田が合併し下都賀郡部屋村が成立する。
- 1947年（昭和22年）9月16日 - カスリーン台風による豪雨で巴波川の堤防が決壊。村の全戸（1150戸）が浸水する被害[1]。
- 1955年（昭和30年）3月31日 藤岡町、赤麻村、三鴨村と合併し藤岡町となる。

## 大字
- 部屋（へや）
- 緑川（みどりかわ）
- 新波（にっぱ）
- 蛭沼（ひるぬま）
- 富吉（とみよし）
- 中根（なかね）
- 西前原（にしまえはら）
- 帯刀（たてわき）
- 石川（いしかわ）